# Bothriocera tex
Bothriocera tex är en insektsart som beskrevs av Kramer 1983. Bothriocera tex ingår i släktet Bothriocera och familjen kilstritar. Inga underarter finns listade i Catalogue of Life.